# 町屋

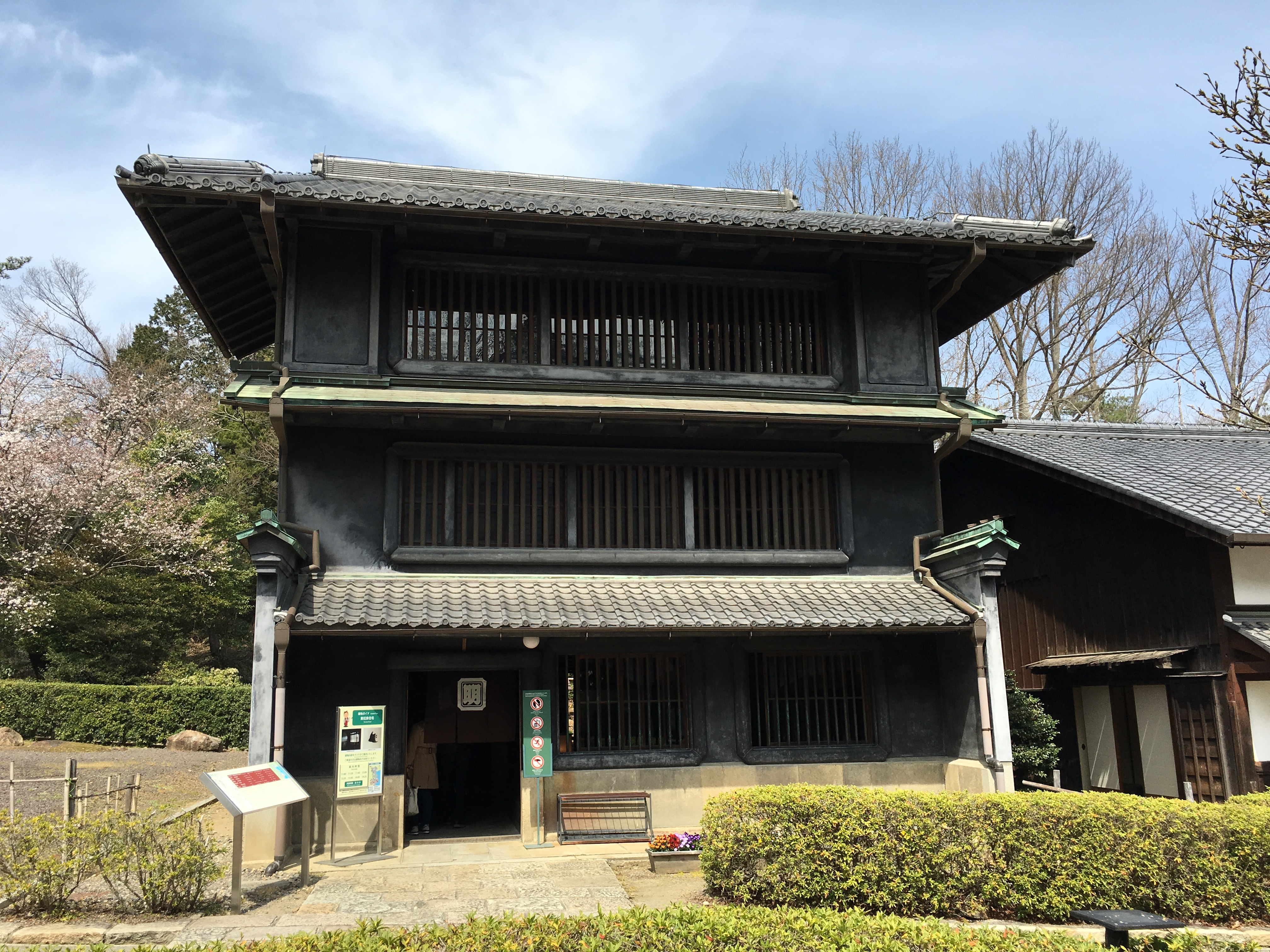
位于名古屋船入町的東松家住宅是大型町屋的一个典例

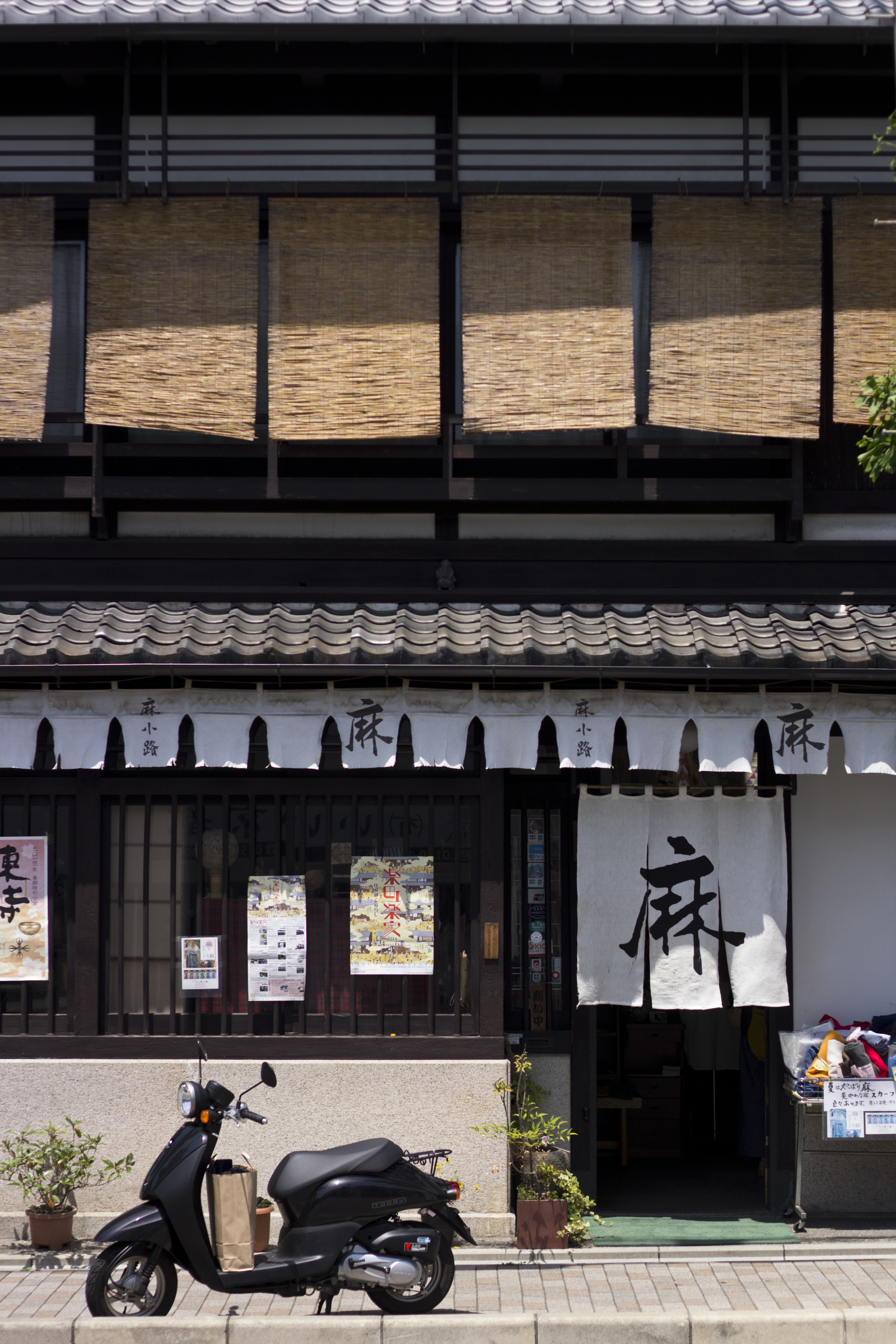
位于京都的一所町屋的立面

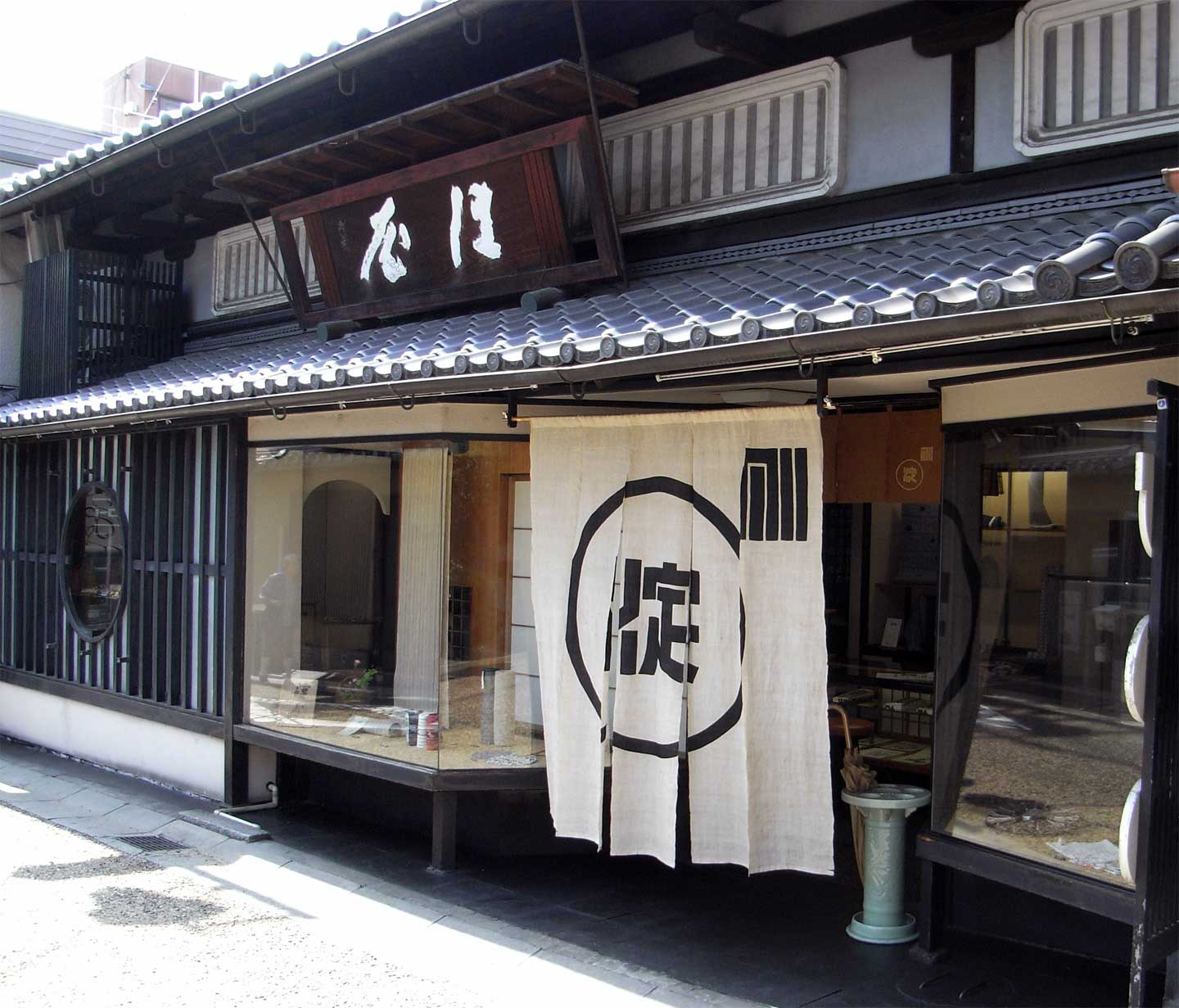
奈良的老式布料店

町屋或町家是日本各地常见的传统木制排屋建筑，典型的町屋常见于作为日本古都的京都。 町屋与“农家”共同构成了日本乡土建筑“民家”的两类主要建筑类型。
町屋的起源可追溯至日本的平安时代，此后经历代传承持续发展到江户时代乃至明治时代。町屋里通常居住着城市商人和工匠，这一阶层在当时的日本被统称为“町人”。町屋顾名思义便带有“町人居住的屋子”的含义。

## 京町屋

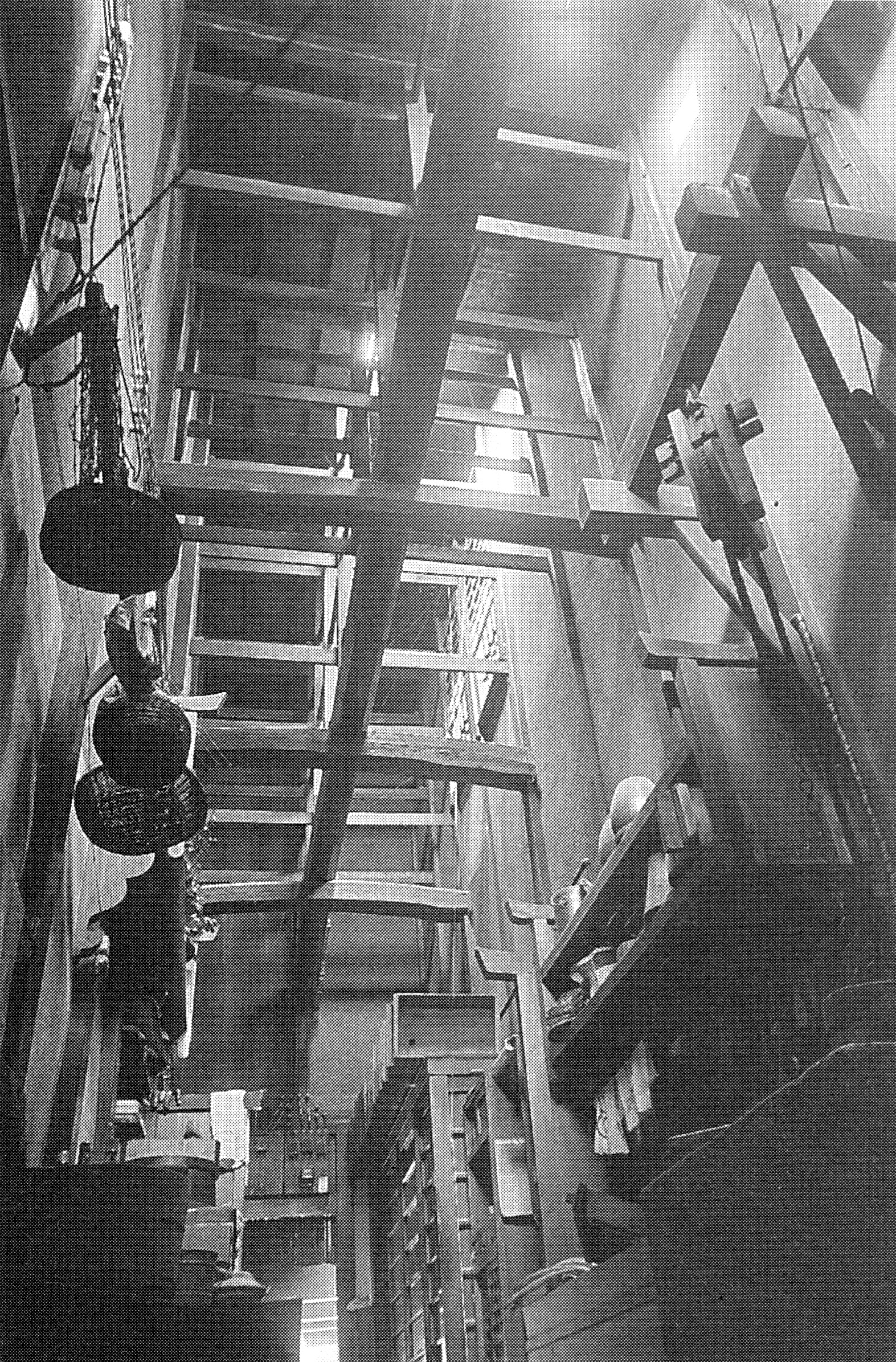
通庭（通り庭）上的火袋

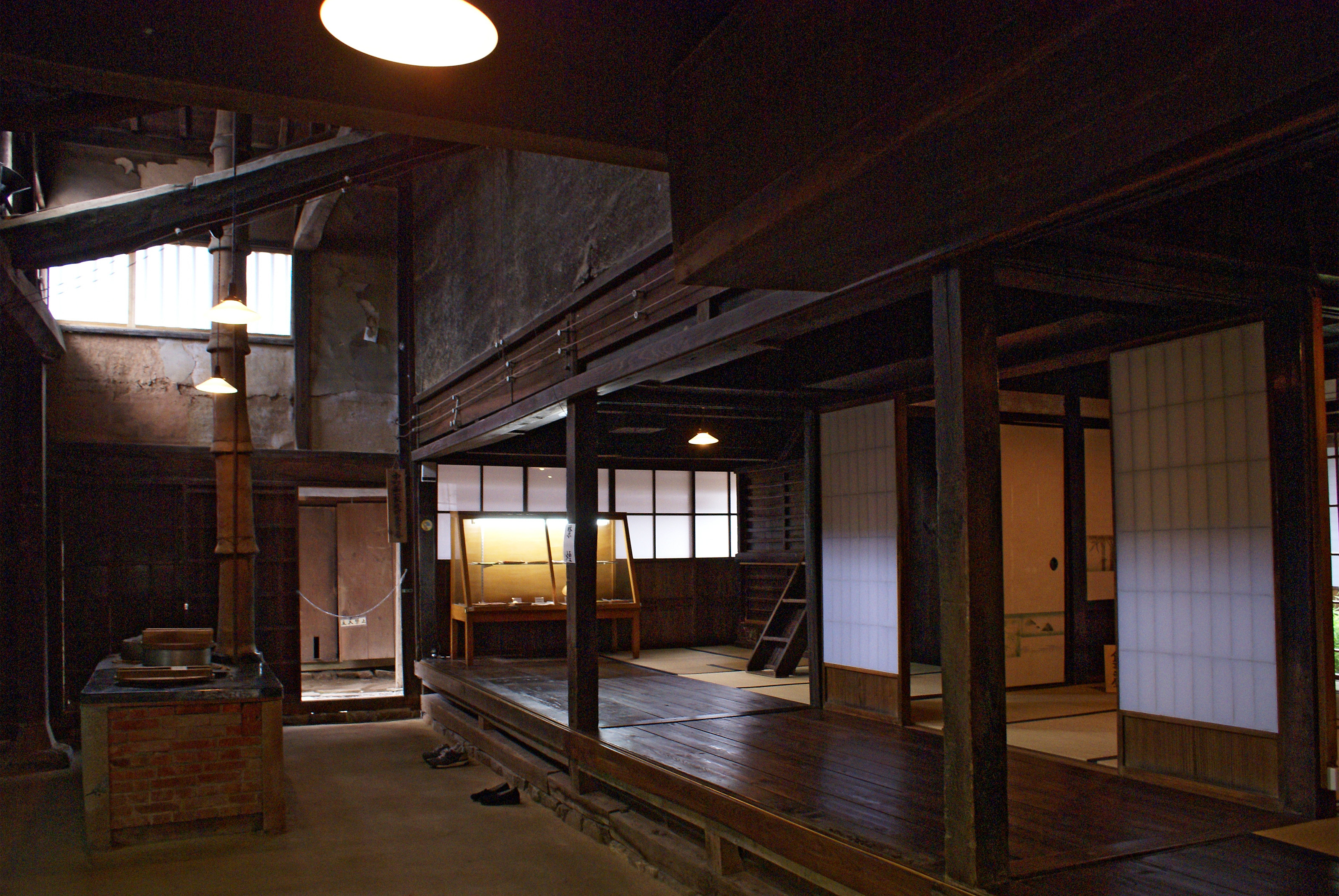
从通庭经由木地板铺设的“緣側”望向两侧连排房间的视角

在京都的町屋，有时会被称为“京町屋”或“京町家”，在几个世纪以来形成了京都市中心建筑的代表性特征，从而也一定程度上代表了当时全日本范围内“町屋”的标准形式。
典型的京都式町屋是一种长木屋，其临街区域较为狭窄，可深入城市街区，内部通常还包含一个或多个小庭院花园，称为“坪庭”。町屋一般由土墙和陶瓦屋顶组成，常为一层、一层半或两层高，在少数情况下可达三层。町屋的正面空间在传统上常用作商店空间，称为“店之间”（店の間），通常设有可以打开的滑动或折叠百叶窗用以展示商品。
商店空间后面的其余建筑部分一般被划分为不同的“居室部”，由带有凸起木地板和榻榻米垫覆盖物的分隔房间组成。此外还设有一个没有木制地板的泥地服务区域，称为“土间”或“通庭”，其中包含厨房，也作为通往地块后方，即仓库所在的通道。
位于厨房上方的“火袋”既可作为烟囱用于排散烟气和热量，也可作为天窗在厨房内提供光线。传统上，地块的宽度是财富的象征，典型的町屋地块宽度为5.4至6（18至20英尺），但深度可达20（66英尺），因此被称为“鳗之寝床”（うなぎの寝床）。
一座“町屋”中最大的起居房间位于主建筑后方，可俯瞰将主屋与仓库分隔开的花园，被称为“座敷”，兼作接待贵宾或客户的接待室。和大多数的传统日本建筑一样，町屋内部里遍布着的推拉门提供了相当大的灵活性；可以根据需求来打开、关闭乃至完全拆除这些门，以改变房间的数量、大小和形状。但通常情况下，建筑的其余部分可能会被布置成较小的房间，包括玄关（玄関）、佛间（仏間）、“中之间”（中の間）和“奥之间”（奥の間），两者皆意为“中部房间”。
在一些场合中，町屋内的房间布局会发生极大变化。例如在祇园祭期间家家户户会展示他们的家藏物品，包括屏风绘和其他艺术品以及传家宝。町屋还会为服装、装饰品、御神輿、花车和节日所需的其他物品提供空间，并为节日游行路线上的观众提供便利。
町屋的设计也非常适合京都的气候；京都的冬天寒冷，夏天往往非常炎热潮湿，可以添加或移除多层推拉门（“襖”和“障子”）来调节室内温度；在冬天关上所有的屏风可以御寒，而夏天将它们打开亦可一定程度上缓解炎热和潮湿。
传统上，町屋还会使用不同类型的屏风，这些屏风会随着季节变化而被调整；如夏季一般使用编织的竹屏风以便空气流通，同时有助于遮挡阳光。露天的花园庭院同样有助于空气流通，并将光线带入房屋内。

### 设计元素

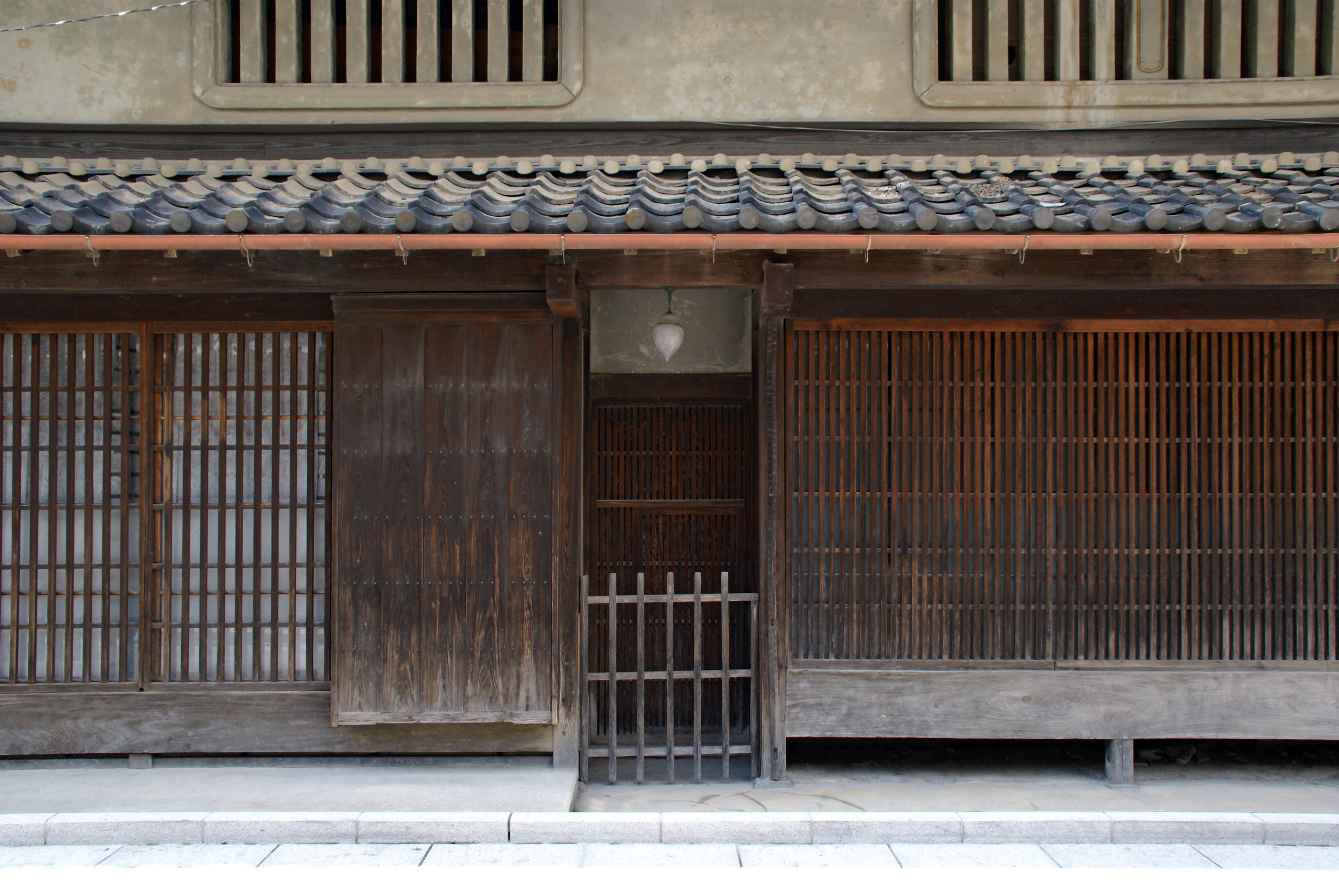
位于奈良县宇陀市历史悠久的松山商业区中的一家商店的正面；可被视为町屋设计的典范，其一楼采用格子结构，二楼为配有窗户和粘土屋顶瓦片的土墙。

町屋的正面设有木制的格子用以表示商店的类型。诸如丝绸或线料店、米贩、“置屋”（艺伎店）和酒铺等等，都有自己独特的格子风格。格子的类型或风格至今仍以其所代表的商店类型来命名，如“丝屋格子”或“米屋格子”。这些格子有时从建筑物正面伸出，在这种情况下被称为“出格子”。尽管大部分类型的格子通常不上色，花街（艺伎和花魁社区）的格子经常被漆成“红壳”色，一种朱红色或赭色。
町屋二楼的立面一般不采用木材，而是采用土方结构，并带有一种称为“虫笼窗”的独特风格的窗户。
町屋的主要入口由两扇门组成。其中“大户”通常仅用于将货物或大型物体运送到建筑物中，而较小的“潜户”则用于日常用途，例如供人们出入。
町屋通常还包含小庭院花园。

### 社区
町屋社区与北京的胡同社区所相仿。众多小街坊由密集的住宅组成，这些住宅分布在一条狭窄的街道的两侧，有时住宅之间会有被称为“路地”的小巷以营造社区感。此外，许多地区在传统上以其特产的单一工艺或产品而闻名，例如西阵社区便以其纺织品而闻名；工艺技术的分享极大地促进了该地区纺织品商人之间的社区感。

### 拆除
尽管是日本的文化遗产，但町屋的数量在近几十年以来迅速减少，其中不少都被拆除以便为新建筑腾出空间。造成这种减少的原因有很多；町屋在维护成本和难度方面均被认为难以接受，其比现代建筑更容易遭受火灾或地震的破坏，此外还被一些人认为老式且过时。2003年进行的一项调查显示，超过50%的居民表示维护町屋从经济层面上来说很困难。
1993年至2003年间，超过13%的京都町屋被拆除。当中约40%被新建的现代化住宅所取代，另外40%则被高层公寓楼、停车场或现代风格的商业店铺所取代。而幸存下来的町屋中，超过80%的传统外立面外观已严重受损。约有20%的京都町屋被改造为“看板建筑”，其保留了町屋的大致形貌，但外立面已完全被水泥覆盖，而后者取代了一楼的木格子与二楼的虫笼窗和土墙。这些“看板建筑町屋”当中不少的瓦屋顶也消失了，变成了仅仅只保留外形的现代建筑；还有相当多的安装了铝制或钢制百叶窗，其设计在世界各地的城市小商店中很常见。
但为了应对町屋数量下降的问题，一些旨在恢复和保护京都市内町屋古迹的团体已经成立。其中一家机构，即“町屋街作基金会”（Machiya Machizukuri Fund）于2005年在东京一位捐助者的支持下成立。该组织与町屋所有个体合作以修复他们的建筑并将其指定为“景观重要建造物”（景観重要建造物）；根据这一指定，这些建筑将受到保护以免受未经京都市长许可下的任何拆除行为，市政府将向町屋业主提供津贴来帮助支持建筑的维护。许多经过修复的建筑此后至少在某种程度上被用作社区中心。

## 现况
至今京都还保留着相当多的町屋建筑。其中许多是私人住宅，而其他一些则被作为诸如咖啡馆之类的商业建筑使用，还有一些是博物馆。京都最大的町屋是位于京都传统遊廓岛原的“角屋”。